# Matavazi
Matavazi (szerbül: Матавази), falu Bosznia-Hercegovinában, Bosanska krajina területén, Novi Grad községben, a Szerb Köztársaságban. 

## Fekvése
Bosznia-Hercegovina nyugati részén, Banja Lukától légvonalban 75, közúton 97 km-re nyugatra, községközpontjától légvonalban 10, közúton 14 km-re délnyugatra, az Una jobb partja feletti dombvidéken, 250 - 350 méteres tengerszint feletti magasságban található. Több, kis településből áll.

## Népessége
| Nemzetiségi csoport | Népesség 1991 | Népesség 2013 |
| ------------------- | ------------- | ------------- |
| Szerb               | 555           | 478           |
| Bosnyák             | 0             | 0             |
| Horvát              | 0             | 0             |
| Jugoszláv           | 4             | 0             |
| Egyéb               | 4             | 2             |
| Összesen            | 563           | 480           |

## Története
A térség 1537-ben Blagaj várának elestével került török kézre. A település 1878-ig tartozott az Oszmán Birodalomhoz, ekkor a berlini kongresszus határozata alapján az Osztrák-Magyar Monarchia része lett. 1879-ben az első osztrák-magyar népszámlálás során Otoka község részeként 65 házat és 444 ortodox szerb lakost számláltak. 1910-ben Matavazi község részeként a településen 44 házat és 286 ortodox szerb lakost találtak. A községhez Matavazin kívül még Bosnića Selo és Crkvina települések is hozzá tartoztak. Velük együtt 121 ház állt a községben 789 szerb lakossal.  A monarchia szétesésével 1918-ben előbb a Szerb-Horvát-Szlovén Királyság, majd 1929-től a Jugoszláv Királyság része. 1921-ben a községnek összesen 120 háza és 763 lakosa volt. Jugoszlávia megszállása után a falu a Független Horvát Állam (NDH) része lett. 1945-től a település a szocialista Jugoszlávia része volt. A Bosznia-Hercegovinában zajló polgárháború idején a település a Boszniai Szerb Köztársaság része volt. A daytoni békeszerződést követő területfelosztásnál a település, Novi Grad község részeként a Szerb Köztársaság területéhez került.	

## Nevezetességei
- Az Úr Színeváltozása tiszteletére szentelt ortodox temploma.